# Qualité environnementale
La qualité environnementale est un concept transversal qui regroupe, pour des choix de société concrets (urbanisme, logement, moyens de transport, énergie, industrie...), des normes, des objectifs de respect de l'environnement et de développement durable ainsi que des critères plus subjectifs comme la qualité de vie. La notion de qualité environnementale prend donc en compte non seulement la dimension de l'impact d'un choix de société sur son environnement au sens large (économique et écologique), mais aussi son impact sur la manière dont la population concernée par ces choix les vit et les ressent au quotidien. L'amélioration de la qualité environnementale des produits nécessite entre autres des activités de recherche et d'innovation.
Ce terme est particulièrement employé dans le domaine du bâtiment.
Par extension, on utilise le terme de haute qualité environnementale (HQE) pour désigner un ensemble de normes de conception d'un bâtiment dans un esprit de développement durable.

## Mesure de la qualité environnementale
On peut considérer que la qualité environnementale se mesure grossièrement par le rapport entre les bienfaits économiques et sociaux du choix de société considéré et ses conséquences écologiques, sanitaires et en qualité de vie, pondéré par la capacité de faire durer ce choix dans le temps.
La qualité environnementale d'une construction s'apprécie au regard d'un certain nombre de principes et critères, qui peuvent être proposés librement par un architecte ou un constructeur ou être formalisés au sein d'un référentiel, afin de garantir un cadre d'évaluation.
Ces référentiels peuvent donner lieu à différents types de reconnaissances, comme une certification ou un label. Encadrés par une réglementation ou issus d'initiatives privées, ils existent à différentes échelles, telles que :
- échelle internationale : BREEAM, LEED, Haute qualité environnementale ;
- échelle nationale : Habitat & Environnement, « bâtiment biosourcé » ;
- échelle interrégionale et régionale : Bâtiments durables méditerranéens.

## Certification, signes de reconnaissance
Devant le foisonnement de tous ces signes de reconnaissances, l'Agence de l'environnement et de la maîtrise de l'énergie a proposé un guide pour accompagner les particuliers. L'association Ville et Aménagement Durable, basée en région Rhône-Alpes, a également effectué un comparatif des différentes démarches de qualité environnementale. Dans l'ouvrage "Labels des bâtiments & santé" paru en 2011, Claire-Sophie Coeudevez et Suzanne Déoux proposent une analyse d'une cinquantaine de labels bâtiments issus de tous les pays, axée sur les critères de confort et de santé.
Les démarches de qualité environnementale du bâtiment sont distinctes des démarches de performance énergétique, essentiellement centrées sur des critères de réduction des consommations d'énergie, telles que celles définies par l'association Effinergie (BBC Effinergie rénovation, Effinergie+, BEPOS Effinergie 2013), le label ECODOM+ (départements d'outre-mer) ou les démarches étrangères Minergie (Suisse) ou passivhaus (Allemagne).

## En France
En 2016, dans un rapport sur l'emploi et l'environnement et plus précisément sur la « Contribution des "emplois de la biodiversité" à la transition écologique », le CESE a recommandé « que la formation initiale des architectes et urbanistes intègre la  qualité  environnementale  dès  la  première  année.  Les  compétences  techniques  mériteraient  d’être  accrues  dans  certains  domaines,  comme  la  connaissance  des  matériaux et en particulier des biosourcés et de leur durabilité, ou celle des fonctions de la biodiversité dont il est possible de s’inspirer pour innover ».